# Ramat ha-Nadiv
Ramat ha-Nadiv (hebrejsky: רמת הנדיב) je vrch o nadmořské výšce cca 130 metrů v severním Izraeli.
Leží na pomezí pahorkatiny Ramat Menaše a jihozápadního okraje pohoří Karmel, cca 29 kilometrů jihojihozápadně od centra Haify, na jižním okraji města Zichron Ja'akov. Má podobu rozlehlého, převážně zalesněného návrší, které na jižní straně, v lokalitě Chotem ha-Karmel, prudce spadá do vádí Nachal Taninim s údolím Bik'at ha-Nadiv, kam odtud směřuje krátké vádí Nachal Chotem. Na západní straně začíná rovinatá Izraelská pobřežní planina, do které z tohoto návrší stéká vádí Nachal Timsach. Terén zde prudce spadá a vytváří skalní stupeň Cukej Chotem (zde dosahuje na kótě 141 nejvyšší nadmořské výšky). Tyto svahy jsou začleněny do přírodní rezervace Šmuret Chotem ha-Karmel. Na severu je lokalita od města Zichron Ja'akov oddělena mělkým zářezem vádí Nachal Kevara. Po východním okraji vrchu vede lokální silnice 652.
Místo obsahuje četné archeologické nálezy. Například na východní straně je to lokalita Tel Cur (תל צור) se zbytky židovského osídlení ze starověku. Poblíž se nachází pramen Ejn Cur (עין צור). Na západním okraji je to lokalita Churvat Akav (חרבת עקב), zvaná též Mansur al-Akav (מנצור אל-עקב). Poblíž vádí Nachal Kevara stojí jeskyně Ma'arat Kevara (מערת כבארה) s dlouhou sídelní tradicí.
V centrální části návrší bylo zřízeno mauzoleum a památník, kam byly převezeny ostatky barona Edmonda Jamese de Rothschilda, který v 19. století financoval a organizoval první novodobé židovské osidlování tehdejší turecké Palestiny. Roku 1954 byly jeho ostatky převezeny z pařížského hřbitova Père Lachaise do Izraele a uloženy v této lokalitě. Místo je turisticky a pietně využíváno.